# مارسيل
مارسيل (بالإنجليزية: Marcel)‏ هو مغن مؤلف ومغني أمريكي، ولد في 9 فبراير 1975 في غروس بوينت في الولايات المتحدة.

## وصلات خارجية
- مارسيل على موقع ميوزك برينز (الإنجليزية)
- مارسيل على موقع ديسكوغز (الإنجليزية)